# Патрік Макау
Патрік Макау Масіокі (англ. Patrick Makau Musyoki; нар. 2 березня 1985 року) — кенійський легкоатлет, бігун на довгі дистанції. Срібний призер чемпіонатів світу з напівмарафону в особистій першості в 2007 і 2008 роках. Найкращий легкоатлет 2010 року за версією Асоціації міжнародних пробігів та марафонів. Екс-рекордсмен світу в марафоні — 2:03.38.

## Життєпис
Народився 2 березня 1985 року в селі Манянзаані в окрузі Мачакос, приблизно за 40 кілометрів на схід від Найробі. Етнічно належить до народності камба. Патрік Макау має п'ять братів і одну сестру. З дитинства він допомагав батькам працювати на фермі. У Патріка було важке дитинство, траплялося, що він їв всього один раз в день. Зазвичай це було угалі або кукурудза з бобами. Перша школа, в яку він пішов вчитися, знаходилася в його селі. У 10 років він перейшов в іншу школу, яка знаходилася у восьми кілометрах від будинку. До школи, яка знаходилася в селі Канзалу він добирався бігом. Щодня 16 кілометрів, 8 кілометрів до школи і 8 назад, а іноді йому припадала вдаватися прибігти додому на обід, таким чином за день він міг пробігати 32 кілометри. Так тривало перші три роки навчання.
Після закінчення школи 1999 року він вступив до академії Кієн, що знаходилася в тому ж селі. під час навчання в академії він починає займатися легкою атлетикою. Через 2 роки після початку занять бігом, він почав представляти свою академію на районних змаганнях з бігу на 1500 і 5000 метрів. 2002 року він представляв Східну провінцію на чемпіонаті Кенії серед навчальних закладів середньої освіти, що проходив в Меру. На цих змаганнях Макау посів 7-е місце в бігу на 5000 метрів. В цей же час його талант був помічений його земляками, Патріком Івуті та Джиммі Муінді. Вони порадили йому, як правильно бігати, написали йому тренувальну програму та трохи допомогли матеріально, а Муінді сказав, щоб Макау розповів йому про свої успіхи через 2 місяці тренувань за програмою. Через 2 місяці, Макау знову зустрічається з Муінді та розповідає йому про свої успіхи, заявляючи що хоче ще більшого результату. Джиммі пропонує бігуну-початківцю оселитися у нього вдома, щоб він тренувався під його наглядом. Патрік переїжджає до нього та тренується там до липня 2004 року. Потім він переїжджає в Нгонг, де починає тренуватися з іншими молодими бігунами. Проте вже в лютому 2005 року він повертається додому, не показавши серйозних спортивних результатів. Трохи згодом, через 3 місяці Макау знову повертається в Нгонг, з надією зробити кар'єру легкоатлета.

## Результати марафонів
| Рік  | Змагання               | Місце | Час (ч:м.с) |
| ---- | ---------------------- | ----- | ----------- |
| 2009 | Роттердамський марафон | 4-е   | 2:06:14     |
| 2010 | Роттердамський марафон | 1-е   | 2:04:48     |
| 2010 | Берлінський марафон    | 1-е   | 2:05:08     |
| 2011 | Лондонський марафон    | 3-е   | 2:05:45     |
| 2011 | Берлінський марафон    | 1-е   | 2:03:38     |
| 2012 | Франкфуртський марафон | 1-е   | 2:06:08     |
| 2013 | Лондонський марафон    | 11-е  | 2:14:10     |
| 2014 | Фукуокський марафон    | 1-е   | 2:08.22     |